# Lo schiaccianoci e i quattro regni
Lo schiaccianoci e i quattro regni (The Nutcracker and the Four Realms) è un film del 2018 diretto da Lasse Hallström e Joe Johnston con protagonisti Keira Knightley, Mackenzie Foy, Helen Mirren e Morgan Freeman.
La pellicola è un libero adattamento cinematografico del racconto Schiaccianoci e il re dei topi di E. T. A. Hoffmann e del balletto Lo schiaccianoci di Pëtr Il'ič Čajkovskij.

## Trama
Clara è una ragazzina sveglia in grado di costruire delle fantastiche invenzioni; tuttavia in seguito alla morte della madre Marie, lei e la sua famiglia sono molto tristi e in particolare Clara è in rotta con suo padre, il quale è divenuto serio e distante e sembra non prestare più attenzione ai suoi figli. Il giorno della vigilia di Natale, Clara riceve uno strano carillon lasciatole da sua madre, privo però della chiave necessaria a farlo funzionare.
Durante l'annuale festa di Natale del padrino Drosselmeyer a Londra, Clara trova un misterioso filo d'oro: esso la condurrà alla chiave del carillon, finita in uno strano e misterioso mondo parallelo.
La chiave viene rubata da un topolino, Topolastro; nell'inseguirlo Clara si imbatte in Phillip Hoffman, un soldato-schiaccianoci che la riconosce come "principessa Clara" e la aiuta a fuggire da due spaventosi esseri, il Re dei Topi e Madre Cicogna i quali tentano invano di rapirla. Successivamente lo Schiaccianoci scorta Clara fino a un meraviglioso castello, dove la ragazza incontra tre dei quattro reggenti che governano i regni in cui è suddiviso il mondo: Brivido, che governa il Regno dei Fiocchi di Neve, Biancospino, sovrano del Regno dei Fiori e la Fata Confetto che presiede al Regno dei Dolci. Quest'ultima prende sotto la sua protezione Clara e le spiega la storia del mondo in cui si trova: Marie la madre di Clara, ne era la creatrice avendolo costruito grazie a una macchina di sua invenzione in grado di dare vita a dolci e giocattoli; in seguito al suo abbandono la reggente del Quarto Regno Madre Cicogna, si era ribellata agli altri tre e dopo essersi alleata con il Re dei Topi, aveva dichiarato loro guerra. 
Clara scopre che la chiave del carillon attiva anche la macchina creatrice, la quale sarebbe necessaria per la creazione di un'armata che difenda i tre regni dall'esercito del Quarto Regno; decide così di mettersi a capo di un battaglione e andare a riprendersela da Madre Cicogna.
Clara attraversa il Quarto Regno, noto in passato come il Regno dei Divertimenti e incontra Madre Cicogna, alla quale riesce a sottrarre la chiave anche se quest'ultima insiste a non averla rubata, ma custodita su ordine di Marie. Tuttavia una volta di ritorno al castello scopre la verità: la Fata Confetto, impazzita a causa dell'abbandono di Marie, vuole diventare la regina assoluta dell'intero mondo e utilizza la macchina per creare un'armata di soldati di stagno con la quale invaderà gli altri tre regni allo scopo di prenderne possesso.
Imprigionata Clara si sente in colpa per l'accaduto, ma presto comprende che sua madre aveva previsto tutto e che dovrà essere lei a sistemare ogni cosa; con l'aiuto di Phillip la ragazza riesce a evadere e si allea con Madre Cicogna.
Con l'aiuto di Topolastro, Phillip si allea al Re dei Topi e contrasta l'esercito di stagno. Mentre infuria la battaglia, Clara riesce a intrufolarsi e ad arrivare alla macchina creatrice; in quella irrompe la Fata Confetto che ingaggia una battaglia con Madre Cicogna, giunta in aiuto di Clara; la Fata soggioga la sua nemica e la porta alla macchina creatrice, in grado anche di far regredire i giocattoli al loro stato originario: Clara riesce però a puntarla contro la Fata Confetto e dopo che questa ha rifiutato l'ultima chance di redimersi, la ritrasforma in una bambola ponendo fine alla guerra.
Ristabilita la pace nei Quattro Regni Clara è libera di andarsene, non prima di aver salutato i suoi nuovi amici e in particolare Phillip, lo Schiaccianoci. Tornata nel suo mondo Clara comprende che suo padre non è cambiato, ma è solo afflitto dallo stesso lutto che addolora lei stessa. Riappacificatisi, i due danzano insieme sulle note di un valzer.

## Produzione
Le riprese del film sono iniziate nell'ottobre 2016 a South Kensington, sono proseguite nei Pinewood Studios e sono terminate nel gennaio 2017.
Il budget del film è stato di 120 milioni di dollari.

### Cameo
Il direttore d'orchestra Gustavo Dudamel ha un cameo nel dirigere un'orchestra in una scena modellata sul segmento Toccata e fuga in Re minore dal film Fantasia del 1940.

### Post-produzione
Il regista Joe Johnston ha diretto delle riprese aggiuntive per 32 giorni a causa dell'indisponibilità di Hallström a tornare al lavoro per un così lungo periodo, confermando però di partecipare alla fase di post-produzione ad inizio 2018. In seguito è stato rivelato che Hallström e Johnston avrebbero deciso volontariamente e ottenuto di ricevere entrambi il credito alla regia del film.

## Colonna sonora
La musica è stata adattata da James Newton Howard riprendendola in parte da "Movimenti della suite" di Čajkovskij, aggiornando l'originale e aggiungendo anche nuovi brani. Per la registrazione Gustavo Dudamel ha diretto la London Philharmonia Orchestra, mentre Lang Lang è stato il solista al pianoforte. Andrea Bocelli e suo figlio Matteo hanno proposto il duetto originale "Fall on Me" per il film, presentato per la prima volta in occasione della "Disney Night" di Dancing with the Stars il 22 ottobre 2018. La colonna sonora è stata pubblicata il 26 ottobre 2018.

## Promozione
Il primo teaser trailer del film viene diffuso il 19 dicembre 2017, mentre il trailer italiano viene diffuso il 24 dicembre. Il secondo trailer viene diffuso l'8 agosto 2018.

## Distribuzione
La pellicola è stata distribuita nelle sale cinematografiche italiane a partire dal 31 ottobre 2018, ed in quelle statunitensi dal 2 novembre.

## Accoglienza

### Incassi
Il film ha incassato 173,5 milioni di dollari in tutto il mondo.

### Critica
Sull'aggregatore di recensioni Rotten Tomatoes il film ha ricevuto il 33% delle recensioni professionali positive, con un voto medio di 5,2 su 10 basato su 156 critiche, mentre su Metacritic ottiene un punteggio di 39 su 100 basato su 38 recensioni.

## Riconoscimenti
- 2018 - Golden Trailer Awards
  - Candidatura per il miglior trailer d'animazione o per famiglie
- 2019 - Annie Award[14]
  - Candidatura per la miglior animazione dei personaggi in un film live action
- 2019 - Costume Designers Guild Awards
  - Candidatura ai migliori costumi in un film fantasy o di fantascienza a Jenny Beavan
- 2019 - Golden Trailer Awards
  - Candidatura per i migliori titoli in un film
- 2019 - Hollywood Music In Media Awards
  - Candidatura per la miglior canzone in un film fantasy / di fantascienza / horror a Ian Axel, Chad Vaccarino, Matteo Bocelli, Fortunato Zampaglione, Andrea Bocelli per Fall on Me
- 2019 - London Critics Circle Film Awards
  - Candidatura per il miglior attore britannico dell'anno a Richard E. Grant
- 2019 - Teen Choice Awards[15]
  - Candidatura per la migliore attrice in un film fantasy / di fantascienza a Keira Knightley